# Jonathan Grout
Jonathan Grout (* 23. Juli 1737 in Lunenburg, Worcester County, Province of Massachusetts Bay; † 8. September 1807 in Dover, New Hampshire) war ein US-amerikanischer Politiker. Zwischen 1789 und 1791 vertrat er den Bundesstaat Massachusetts im US-Repräsentantenhaus.

## Werdegang
Jonathan Grout wuchs während der britischen Kolonialzeit auf. In den Jahren 1757 bis 1760 nahm er an einem Feldzug gegen das damals französische Kanada teil. Nach einem Jurastudium und seiner Zulassung als Rechtsanwalt begann er in Petersham in diesem Beruf zu arbeiten. In den 1770er Jahren schloss er sich der amerikanischen Revolution an. Während des Unabhängigkeitskrieges war er Soldat in der Kontinentalarmee. In den Jahren 1781, 1784 und 1787 saß er als Abgeordneter im Repräsentantenhaus von Massachusetts; 1788 gehörte er dem Staatssenat an. Im selben Jahr war er Mitglied der Versammlung, die für Massachusetts die Verfassung der Vereinigten Staaten ratifizierte. Politisch stand er als Mitglied der Anti-Administration-Fraktion in Opposition zur ersten Bundesregierung unter Präsident George Washington.
Bei den Kongresswahlen des Jahres 1789 wurde Grout für den achten Sitz von Massachusetts in das damals noch in New York tagende US-Repräsentantenhaus gewählt, wo er am 4. März 1789 sein neues Mandat antrat. Bis zum 3. März 1791 konnte er eine Legislaturperiode im Kongress absolvieren. Nach dem Ende seiner Zeit im US-Repräsentantenhaus ist Jonathan Grout politisch nicht mehr in Erscheinung getreten. Er starb am 8. September 1807 in Dover.